# Championnat du Liban de football 2004-2005
Navigation
Saison précédente Saison suivante
La saison 2004-2005 du Championnat du Liban de football est la quarante-cinquième édition du championnat de première division au Liban. Les onze meilleurs clubs du pays sont regroupés au sein d'une poule unique où ils s'affrontent deux fois au cours de la saison, à domicile et à l'extérieur. À l'issue de la compétition, les trois derniers du classement sont relégués et remplacés par les deux meilleures équipes de deuxième division, le championnat passant à dix clubs la saison prochaine (la première division est réduite de 12 à 10 clubs sur deux saisons).
C'est le Nejmeh SC, tenant du titre, qui est à nouveau sacré cette saison après avoir terminé en tête du classement final, à égalité de points mais avec une meilleure différence de buts qu'Al Ansar et huit points d'avance sur Al Ahed Beyrouth. C'est le sixième titre de champion du Liban de l'histoire du club.

## Les clubs participants
| - Al Ansar - Safa Beyrouth - Nejmeh SC - Club Sagesse - Al Rayyan Beyrouth - Promu de D2 | - Shabab Al Sahel - Olympic Beyrouth - Al Tadamon Tyr - Al Mabarrah Beyrouth - Al Ahed Beyrouth - Akhaa Ahli Aley - Promu de D2 |

## Compétition

### Classement
Le barème utilisé pour établir le classement est le suivant :
- Victoire : 3 points
- Match nul : 1 point
- Défaite : 0 point

| Rang | Équipe               | Pts | J  | G  | N | P  | Bp | Bc | Diff |
| ---- | -------------------- | --- | -- | -- | - | -- | -- | -- | ---- |
| 1    | Nejmeh SCT           | 44  | 20 | 15 | 3 | 2  | 56 | 18 | +38  |
| 2    | Al Ansar             | 44  | 20 | 15 | 3 | 2  | 35 | 17 | +18  |
| 3    | Al Ahed Beyrouth     | 36  | 20 | 11 | 3 | 6  | 37 | 22 | +15  |
| 4    | Olympic Beyrouth     | 33  | 20 | 9  | 6 | 5  | 33 | 22 | +11  |
| 5    | Safa Beyrouth        | 28  | 20 | 7  | 7 | 6  | 26 | 23 | +3   |
| 6    | Al Tadamon Tyr       | 24  | 20 | 6  | 6 | 8  | 17 | 26 | -9   |
| 7    | Al Mabarrah Beyrouth | 24  | 20 | 6  | 6 | 8  | 18 | 28 | -10  |
| 8    | Al Rayyan BeyrouthP  | 21  | 20 | 5  | 6 | 9  | 19 | 28 | -9   |
| 9    | Club Sagesse         | 21  | 20 | 6  | 3 | 11 | 12 | 32 | -20  |
| 10   | Shabab Al Sahel      | 16  | 20 | 3  | 7 | 10 | 23 | 31 | -8   |
| 11   | Akhaa Ahli AleyP -6  | 3   | 20 | 1  | 6 | 13 | 16 | 45 | -29  |

|  | Qualification pour la Coupe de l'AFC 2006                              |
|  | Qualification pour la Ligue des clubs champions arabes 2005-2006       |
|  | Relégation en deuxième division                                        |
|  | T : Tenant du titre C : Vainqueur de la Coupe du Liban P : Promu de D2 |

- Akhaa Ahli Aley reçoit une sanction de 6 points car son équipe junior n'est pas aligné en compétition nationale.

## Bilan de la saison
| Championnat du Liban de football 2004-2005                        |                         |
| Champion                                                          | Nejmeh SC (6e titre)    |
| Coupes et trophées                                                |                         |
| Vainqueur de la Coupe du Liban 2004-2005                          | Al Ahed Beyrouth        |
| Qualifications continentales                                      |                         |
| Coupe de l'AFC 2006                                               | Nejmeh SC               |
| Coupe de l'AFC 2006                                               | Al Ahed Beyrouth        |
| Ligue des clubs champions arabes 2005-2006                        | Nejmeh SC               |
| Ligue des clubs champions arabes 2005-2006                        | Al Ansar                |
| Promotions et relégations                                         |                         |
| Promus en Premier League                                          | Salam Zghorta           |
| Promus en Premier League                                          | Racing Club de Beyrouth |
| Relégués en Championnat du Liban de football de deuxième division | Club Sagesse            |
| Relégués en Championnat du Liban de football de deuxième division | Shabab Al Sahel         |
| Relégués en Championnat du Liban de football de deuxième division | Akhaa Ahli Aley         |